# Вавилов, Александр Александрович
Алекса́ндр Алекса́ндрович Вави́лов (27 мая 1922, деревня Клюксово, Смоленская губерния — 12 октября 1983, Москва) — советский учёный в области автоматики и процессов управления, член-корреспондент Академии наук СССР (1976).

## Биография
В 1951 году окончил Ленинградский электротехнический институт им. В. И. Ульянова (Ленина) (ЛЭТИ).
В 1951—1983 годах работал в ЛЭТИ. Доктор технических наук. В 1968 году присвоено учёное звание профессора. В 1968—1983 годах — заведующий кафедрой автоматики и процессов управления.
С 1975 года — Почётный доктор Гданьского политехнического института.
Председатель Научного совета Академии наук СССР по проблемам автоматизации и управления.
Также в 1968 году Александр Александрович стал ректором Ленинградского электротехнического института им. В. И. Ульянова (Ленина) и оставался на этом посту до 1983 года.
Похоронен на Серафимовском кладбище (1-й вязовый участок).

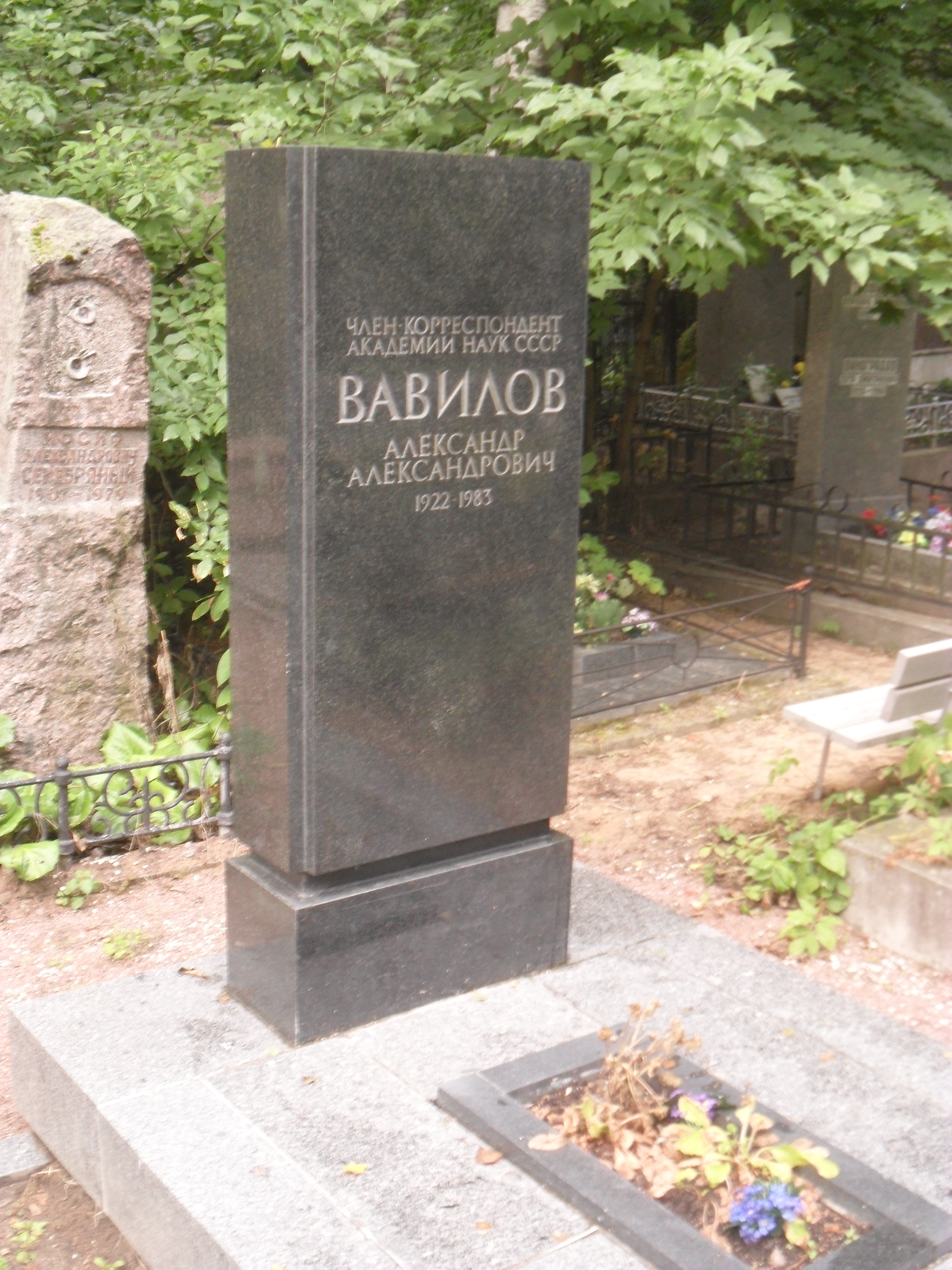
Могила Вавилова на Серафимовском кладбище Санкт-Петербурга.

## Научная деятельность
Основные труды посвящены частотным методам исследования абсолютной устойчивости и периодических режимов в нелинейных системах автоматического управления и синтезу систем управления на основе параметрической чувствительности и инвариантности.

## Публикации
- Частотные методы расчёта нелинейных систем. — Л., 1970.
- Расчет автоматических систем. — М., 1973 (совм. с др.).

## Награды
- Орден Ленина
- Орден Октябрьской Революции
- Орден Трудового Красного Знамени
- Медаль «За отвагу»